# The Meadows

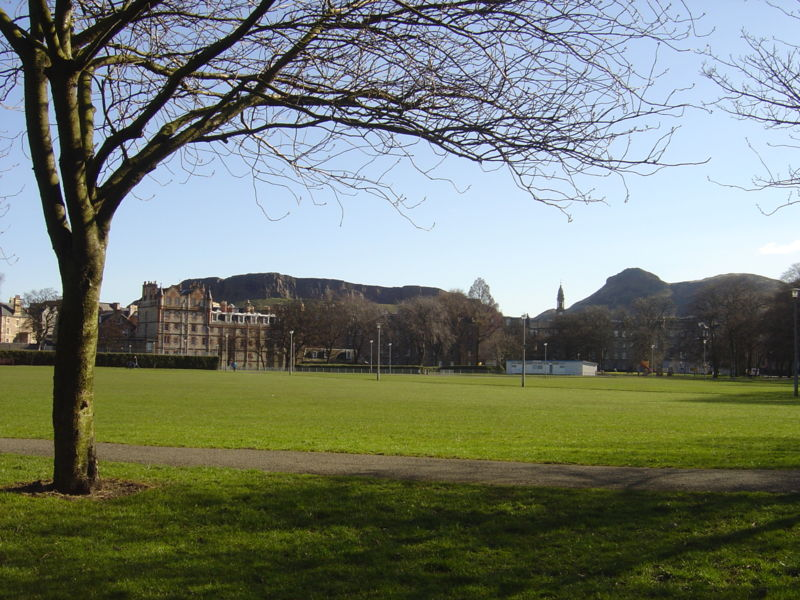
Park The Meadows

The Meadows – rozległy park miejski w Edynburgu, w Szkocji, położony na południe od centrum miasta. Jego powierzchnię zajmują głównie rozległe trawniki, poprzecinane licznymi ścieżkami obsadzonymi drzewami. W parku znajduje się plac zabaw dla dzieci, jak również klub krykietowy, korty tenisowe oraz publiczne pola golfowe.
Początkowo, w latach 70. XIX wieku, park służył do rozgrywania meczów piłkarskich klubom: Heart of Midlothian F.C. oraz Hibernian F.C. Tutaj również odbył się pierwszy pojedynek derbów Edynburga w piłce nożnej pomiędzy drużynami: Heart of Midlothian F.C. oraz Hibernian F.C.